# Lucas Feist
Lucas Feist (auch Veist, Veyst, Feyst) war ein im 15. Jahrhundert lebender Dresdner Ratsherr und Bürgermeister.

## Leben
Über seine Herkunft und sein Leben ist wenig bekannt. Ab 1447 war Feist Weinkellerverwalter und zwischen 1451 und 1455 Stadtrichter in Dresden. Außerdem ist er als kurfürstlicher Schlossschreiber erwähnt.
Ab 1457 gehörte er dem Rat an und wurde dort 1460 zum Kämmerer berufen. Zusätzlich übernahm er ein Jahr später die Leitung des Pfannenamtes. Diesem oblag die Verwaltung der zum Eigentum des Rates gehörenden Braupfannen sowie die Unterhaltung der Stadtbrauhäuser. Brauberechtigte Bürger durften diese Pfannen nach einer festgelegten Reihenfolge ausleihen und mussten dafür eine Gebühr, den Pfannenzins, an die Stadtkasse bezahlen. Der Erlös kam dem Maternihospital zugute bzw. wurde bei Bedarf für die Anschaffung neuer Braupfannen verwendet. 1466 wurde er Zinsherr und war damit für den Einzug der Erb- und Kapitalzinsen, verschiedener städtischer Abgaben sowie der Marktstättegelder zuständig. Außerdem gehörte die Verwaltung der städtischen Getreidevorräte zu seinem Aufgabengebiet.
1464 wurde Lucas Feist erstmals Dresdner Bürgermeister. Dieses Amt hatte er, entsprechend dem üblichen Dreijahres-Rhythmus regierender, sitzender und ruhender Bürgermeister bis 1485 inne. Ab 1478 gehörte er zusätzlich dem Vorstand des Jacobshospitals an. Im gleichen Jahr übernahm Feist auch das Amt des Brückenmeisters von seinem verstorbenen Vorgänger Hans Brachstete. 1485 ist Feist letztmals im Verzeichnis der Ratsmitglieder zu finden.